# Đánh giá hiệu suất
Đánh giá hiệu suất, còn được gọi là thảo luận phát triển  (nghề nghiệp), hoặc đánh giá nhân viên  là phương pháp mà hiệu suất công việc của nhân viên được ghi lại và đánh giá. Đánh giá hiệu suất là một phần của sự phát triển nghề nghiệp và bao gồm các đánh giá thường xuyên về hiệu suất của nhân viên trong các tổ chức.

## Những đặc điểm chính
Đánh giá hiệu suất là một quy trình có hệ thống, chung và định kỳ nhằm đánh giá hiệu suất và năng suất công việc của một nhân viên liên quan đến các tiêu chí và mục tiêu tổ chức được thiết lập trước. Các khía cạnh khác của từng nhân viên cũng được xem xét, chẳng hạn như hành vi công dân tổ chức, thành tích, tiềm năng cải thiện trong tương lai, điểm mạnh và điểm yếu, v.v...
Để thu thập dữ liệu PA, có ba phương pháp chính: sản xuất khách quan, nhân sự và đánh giá phán đoán. Đánh giá phán đoán được sử dụng phổ biến nhất với nhiều phương pháp đánh giá lớn. Trong lịch sử, PA đã được tiến hành hàng năm (thẩm định chu kỳ dài); tuy nhiên, nhiều công ty đang chuyển sang các chu kỳ ngắn hơn (sáu tháng một lần, mỗi quý) và một số công ty đã chuyển sang PA chu kỳ ngắn (hàng tuần, hai tuần một lần). Cuộc phỏng vấn có thể hoạt động như "cung cấp phản hồi cho nhân viên, tư vấn và phát triển nhân viên, truyền đạt và thảo luận về bồi thường, tình trạng công việc hoặc quyết định kỷ luật". PA thường được bao gồm trong các hệ thống quản lý hiệu suất. PA giúp cấp dưới trả lời hai câu hỏi chính: thứ nhất, "kỳ vọng của bạn về tôi là gì?" thứ hai, "Làm thế nào để tôi đáp ứng mong đợi của bạn?" 
Các hệ thống quản lý hiệu suất được sử dụng "để quản lý và sắp xếp" tất cả các tài nguyên của tổ chức để đạt được hiệu suất cao nhất có thể. "Làm thế nào hiệu suất được quản lý trong một tổ chức quyết định phần lớn sự thành công hay thất bại của tổ chức.  Do đó, cải thiện PA cho mọi người nên là một trong những ưu tiên cao nhất của các tổ chức đương đại ".
Một số ứng dụng của PA là bồi thường, cải thiện hiệu suất, khuyến mãi, chấm dứt, xác nhận thử nghiệm, v.v. Mặc dù có nhiều lợi ích tiềm năng của PA, nhưng cũng có một số nhược điểm tiềm năng. Ví dụ, PA có thể giúp tạo điều kiện giao tiếp quản lý-nhân viên; tuy nhiên, PA có thể dẫn đến các vấn đề pháp lý nếu không được thực thi một cách thích hợp, vì nhiều nhân viên có xu hướng không hài lòng với quy trình PA. PA được tạo ra và được xác định là hữu ích ở Hoa Kỳ không nhất thiết có thể được chuyển giao đa văn hóa.

## Ứng dụng kết quả
Một lý do trung tâm cho việc sử dụng các đánh giá hiệu suất (PA) là cải thiện hiệu suất ("ban đầu ở cấp độ của từng nhân viên, và cuối cùng ở cấp độ của tổ chức"). Các lý do cơ bản khác bao gồm "làm cơ sở cho các quyết định tuyển dụng (ví dụ: thăng chức, chấm dứt, chuyển giao), làm tiêu chí trong nghiên cứu (ví dụ xác nhận kiểm tra), để hỗ trợ truyền thông (ví dụ: cho phép nhân viên biết cách họ làm và kỳ vọng của tổ chức), thiết lập mục tiêu cá nhân để đào tạo "các chương trình, truyền tải phản hồi khách quan cho phát triển cá nhân", như một phương tiện tài liệu để hỗ trợ theo dõi các quyết định và yêu cầu pháp lý "  và trong quản lý tiền lương và tiền lương. Ngoài ra, PA có thể hỗ trợ xây dựng tiêu chí công việc và lựa chọn các cá nhân "những người phù hợp nhất để thực hiện các nhiệm vụ tổ chức cần thiết". Một PA có thể là một phần của hướng dẫn và giám sát sự phát triển nghề nghiệp của nhân viên. PA cũng có thể được sử dụng để hỗ trợ động lực làm việc thông qua việc sử dụng các hệ thống khen thưởng.

### Lợi ích tiềm năng
Có một số lợi ích tiềm năng của quản lý hiệu suất tổ chức thực hiện đánh giá hiệu suất chính thức (PAs). Đã có sự đồng thuận chung trong niềm tin rằng PA dẫn đến ý nghĩa tích cực của các tổ chức. Hơn nữa, PA có thể có lợi cho hiệu quả của một tổ chức. Một cách là PA thường có thể dẫn đến việc cung cấp cho từng người lao động phản hồi về hiệu suất công việc của họ. Từ điều này có thể sinh ra một số lợi ích tiềm năng như từng người lao động trở nên năng suất hơn.
Những lợi ích tiềm năng khác bao gồm:
- Tạo thuận lợi cho giao tiếp: giao tiếp trong các tổ chức được coi là một chức năng thiết yếu của động lực của người lao động.[13] Nó đã được đề xuất rằng phản hồi từ PA hỗ trợ trong việc giảm thiểu nhận thức của nhân viên về sự không chắc chắn.[16] Về cơ bản, thông tin phản hồi và giao tiếp quản lý-nhân viên có thể phục vụ như một hướng dẫn trong hiệu suất công việc.[13]
- Tăng cường sự tập trung của nhân viên thông qua việc thúc đẩy niềm tin: hành vi, suy nghĩ và/hoặc các vấn đề có thể khiến nhân viên mất tập trung vào công việc và vấn đề niềm tin có thể là một trong những yếu tố gây mất tập trung này.[19] Các yếu tố như vậy tiêu thụ năng lượng tâm lý có thể làm giảm hiệu suất công việc và khiến người lao động đánh mất mục tiêu của tổ chức.[13] Các PA được xây dựng và sử dụng đúng cách có khả năng hạ thấp các yếu tố gây mất tập trung và khuyến khích sự tin tưởng trong tổ chức.[20]
- Thiết lập mục tiêu và củng cố hiệu suất mong muốn: các tổ chức thấy hiệu quả để phù hợp với mục tiêu và hiệu suất của từng công nhân với mục tiêu của tổ chức.[13] PA cung cấp chỗ để thảo luận trong sự hợp tác của các mục tiêu cá nhân và tổ chức này.[21] Sự hợp tác cũng có thể thuận lợi bằng cách dẫn đến sự chấp nhận của nhân viên và sự hài lòng về kết quả thẩm định.[22]
- Cải thiện hiệu suất: PA được xây dựng tốt có thể là công cụ có giá trị để giao tiếp với nhân viên liên quan đến hiệu suất công việc của họ phù hợp với kỳ vọng của tổ chức.[16] "Ở cấp độ tổ chức, nhiều nghiên cứu đã báo cáo mối quan hệ tích cực giữa thực tiễn quản lý nguồn nhân lực (HRM)" [13] và cải thiện hiệu suất ở cả cấp độ cá nhân và tổ chức.
- Xác định nhu cầu đào tạo: Đào tạo và phát triển nhân viên là những thành phần quan trọng trong việc giúp tổ chức đạt được các sáng kiến chiến lược.[13][23] Người ta đã lập luận rằng để các PA thực sự có hiệu quả, các cơ hội sau thẩm định để đào tạo và phát triển trong các lĩnh vực có vấn đề, như được xác định bởi thẩm định, phải được cung cấp.[24] PA đặc biệt có thể là công cụ để xác định nhu cầu đào tạo của nhân viên mới.[7] Cuối cùng, PA có thể giúp thiết lập và giám sát các mục tiêu nghề nghiệp của nhân viên.[16]

### Biến chứng tiềm ẩn
Mặc dù tất cả các lợi thế tiềm năng của đánh giá hiệu suất chính thức (PA), cũng có những nhược điểm tiềm năng. Nó đã được lưu ý rằng việc xác định mối quan hệ giữa hiệu suất công việc cá nhân và hiệu suất tổ chức có thể là một nhiệm vụ khó khăn.< Nói chung, có hai vấn đề bao quát từ đó một số biến chứng sinh ra. Một trong những vấn đề với PA chính thức là có thể có tác động bất lợi đến (các) tổ chức có liên quan nếu việc đánh giá không được sử dụng một cách thích hợp. Vấn đề thứ hai với các PA chính thức là chúng có thể không hiệu quả nếu hệ thống PA không tương ứng với văn hóa tổ chức và hệ thống.
Các biến chứng xuất phát từ đây là:
- Bất lợi cho cải tiến chất lượng: đã có đề xuất rằng việc sử dụng các hệ thống PA trong các tổ chức ảnh hưởng xấu đến các tổ chức theo đuổi hiệu suất chất lượng.[25] Một số học giả và học viên tin rằng việc sử dụng PA là không cần thiết nếu có sự quản lý chất lượng toàn diện.[21]
- Đánh giá chủ quan: Sự chủ quan liên quan đến đánh giá dựa trên những ấn tượng và ý kiến chủ quan của người giám sát, có thể được thể hiện thông qua việc sử dụng các biện pháp thực hiện chủ quan, ví dụ như tính linh hoạt của các biện pháp thực hiện khách quan, hoặc điều chỉnh bài trừ dựa trên các yếu tố khác với các biện pháp thực hiện được chỉ định.[26] Đánh giá hiệu suất truyền thống thường dựa trên nhận thức của người quản lý hoặc người giám sát về hiệu suất của nhân viên và nhân viên được đánh giá chủ quan thay vì khách quan. Do đó, đánh giá có thể bị ảnh hưởng bởi nhiều yếu tố phi hiệu suất như 'khả năng thích ứng' của nhân viên, định kiến cá nhân, dễ quản lý và/hoặc những sai lầm hoặc thành công trước đó. Thay vào đó, các đánh giá nên dựa trên các hành vi và kết quả có thể đo lường được hỗ trợ dữ liệu trong phạm vi kiểm soát của người thực hiện.[27]
- Nhận thức tiêu cực: "Khá thường xuyên, các cá nhân có nhận thức tiêu cực về PA".[17] Nhận và/hoặc dự đoán nhận PA có thể không thoải mái và đau khổ[16] và có khả năng gây ra "căng thẳng giữa người giám sát và cấp dưới".[18] Nếu người được thẩm định không tin tưởng chủ nhân của họ, thẩm định viên hoặc tin rằng họ sẽ được hưởng lợi từ quy trình, nó có thể trở thành một bài tập "đánh dấu vào hộp".[28]
- Lỗi: Đánh giá hiệu suất phải cung cấp xếp hạng chính xác và phù hợp về hiệu suất của nhân viên so với tiêu chí / mục tiêu được thiết lập trước (nghĩa là kỳ vọng của tổ chức).[29] Tuy nhiên, các giám sát viên đôi khi sẽ đánh giá nhân viên thuận lợi hơn so với hiệu suất thực sự của họ để làm hài lòng nhân viên và tránh xung đột.[13] "Xếp hạng thổi phồng là một sai lầm phổ biến liên quan đến "PA chính thức.[30]
- Các vấn đề pháp lý: khi các PA không được thực hiện một cách thích hợp, các vấn đề pháp lý có thể khiến tổ chức gặp rủi ro.[18] PA được sử dụng trong các chương trình kỷ luật tổ chức[16] cũng như cho các quyết định quảng cáo trong tổ chức.[13] Việc áp dụng và sử dụng PA không đúng cách có thể ảnh hưởng tiêu cực đến nhân viên và dẫn đến hành động pháp lý chống lại tổ chức.
- Mục tiêu hiệu suất: mục tiêu hiệu suất và hệ thống PA thường được sử dụng trong liên kết. Các kết quả tiêu cực liên quan đến các tổ chức có thể dẫn đến khi các mục tiêu bị thách thức quá mức hoặc quá tập trung đến mức ảnh hưởng đến đạo đức, yêu cầu pháp lý hoặc chất lượng.[31] Hơn nữa, các mục tiêu hiệu suất đầy thách thức có thể cản trở nhân viên Khả năng thu nhận kiến thức và kỹ năng cần thiết.[19] Đặc biệt là trong giai đoạn đầu đào tạo, sẽ có ích hơn khi hướng dẫn nhân viên về mục tiêu kết quả hơn là mục tiêu hiệu suất.[13]
- Trả lương bằng khen hoặc trả dựa trên hiệu suất: một số nhà nghiên cứu cho rằng thâm hụt tiền công và lương dựa trên hiệu suất có liên quan đến các vấn đề cơ bản xuất phát từ hệ thống PA.[24]

### Cải tiến
Mặc dù việc đánh giá hiệu suất có thể dễ dàng bị sai lệch, nhưng có một số bước nhất định có thể được thực hiện để cải thiện các đánh giá và giảm biên độ lỗi thông qua các bước sau:
- Đào tạo - Tạo ra nhận thức và sự chấp nhận ở những người tiến hành đánh giá rằng trong một nhóm công nhân, họ sẽ tìm thấy một loạt các khác biệt về kỹ năng và khả năng.

- Cung cấp phản hồi cho những người xếp loại - Những người đánh giá được đào tạo cung cấp cho những người quản lý đã đánh giá cấp dưới của họ bằng phản hồi, bao gồm thông tin về xếp hạng từ những người quản lý khác.  Điều này làm giảm lỗi khoan hồng.

- Sự tham gia của cấp dưới - Bằng cách cho phép nhân viên tham gia vào quá trình đánh giá, có sự đối ứng của người giám sát nhân viên trong cuộc thảo luận về bất kỳ sự khác biệt nào giữa xếp hạng bản thân và xếp hạng giám sát, do đó, làm tăng sự hài lòng và động lực của công việc.

### Sự đối lập
Không phải ai cũng ủng hộ các hệ thống đánh giá hiệu suất chính thức. Nhiều nhân viên, đặc biệt là những người bị ảnh hưởng nhiều nhất bởi xếp hạng như vậy không nhiệt tình với họ. Có nhiều chỉ trích về những đánh giá này bao gồm cả công đoàn và người quản lý.
Công đoàn
Công đoàn chiếm 11% (7% trong khu vực tư nhân) của lực lượng lao động tại Hoa Kỳ. Trong một số trường hợp, họ có thể yêu cầu thâm niên đó được coi là một trong những tiêu chí chính để thăng tiến. Tuy nhiên, thời gian trải nghiệm công việc có thể không phải lúc nào cũng là một dấu hiệu đáng tin cậy về khả năng thực hiện công việc cấp cao hơn. Đó là lý do tại sao một số nhà tuyển dụng cung cấp cho người cao cấp cơ hội thăng tiến đầu tiên, nhưng nhà tuyển dụng có thể tìm cách tiếp tục đủ điều kiện cho nhân viên đó để thăng chức vì khả năng của họ (không chỉ vì thời gian phục vụ). Đánh giá hiệu suất có thể cung cấp một cơ sở để đánh giá công trạng của nhân viên như là một thành phần của các quyết định này.
Quản lý
Các nhà quản lý đã có kinh nghiệm không đạt yêu cầu với các chương trình thẩm định không đầy đủ hoặc được thiết kế kém có thể bị hoài nghi về tính hữu ích của chúng.
- Một số nhà quản lý có thể không thích đóng vai trò thẩm phán và chịu trách nhiệm cho tương lai của cấp dưới của họ.
- Họ có thể không thoải mái về việc cung cấp phản hồi tiêu cực cho nhân viên.
- Xu hướng này có thể khiến họ thổi phồng đánh giá về hiệu suất công việc của người lao động, đưa ra xếp hạng cao hơn xứng đáng.

## Tiến hành
Quản lý nhân sự (HRM) thực hiện quản lý hiệu suất. Hệ thống quản lý hiệu suất bao gồm các hoạt động và/hoặc quy trình được tổ chức chấp nhận để dự đoán cải thiện hiệu suất của nhân viên và do đó, hiệu suất của tổ chức. Do đó, quản lý hiệu suất được tiến hành ở cấp độ tổ chức và cấp độ cá nhân. Ở cấp độ tổ chức, quản lý hiệu suất giám sát hiệu suất của tổ chức và so sánh hiệu suất hiện tại với các mục tiêu hiệu suất của tổ chức. Thành tích của các mục tiêu hiệu suất tổ chức này phụ thuộc vào hiệu suất của các thành viên tổ chức cá nhân. Do đó, đo lường hiệu suất của từng nhân viên có thể chứng minh là một quy trình quản lý hiệu suất có giá trị cho các mục đích của HRM và cho tổ chức. Nhiều nhà nghiên cứu cho rằng "đánh giá hiệu suất là một trong những quy trình quan trọng nhất trong Quản lý nguồn nhân lực".
Quá trình quản lý hiệu suất bắt đầu với sự lãnh đạo trong tổ chức tạo ra một chính sách quản lý hiệu suất. Chủ yếu, quản lý chi phối hiệu suất bằng cách ảnh hưởng đến đầu vào hiệu suất của nhân viên (ví dụ: chương trình đào tạo) và bằng cách cung cấp phản hồi thông qua đầu ra (tức là đánh giá và đánh giá hiệu suất). "Mục tiêu cuối cùng của quy trình quản lý hiệu suất là gắn kết hiệu suất của từng cá nhân với hiệu suất của tổ chức". Một quy trình rất phổ biến và trung tâm của các hệ thống quản lý hiệu suất là đánh giá hiệu suất (PA). Quy trình PA sẽ có thể thông báo cho nhân viên về "mục tiêu, ưu tiên và kỳ vọng của tổ chức và mức độ họ đóng góp cho họ".

## Khi chúng được tiến hành
Đánh giá hiệu suất (PA) được thực hiện ít nhất hàng năm, và đánh giá hiệu suất nhân viên hàng năm dường như là tiêu chuẩn trong hầu hết các tổ chức của Mỹ. Tuy nhiên, "người ta đã thừa nhận rằng việc đánh giá được tiến hành thường xuyên hơn (hơn một lần mỗi năm) có thể có ý nghĩa tích cực đối với cả tổ chức và nhân viên."  Có ý kiến cho rằng phản hồi hiệu suất thường xuyên được cung cấp cho nhân viên có thể dập tắt mọi phản hồi bất ngờ và/hoặc bất ngờ cho các cuộc thảo luận cuối năm. Trong một nghiên cứu gần đây liên quan đến tính kịp thời của PA, "một trong những người được hỏi thậm chí còn cho rằng việc đánh giá hiệu suất nên được thực hiện chính thức và thường xuyên hơn, có thể mỗi tháng một lần và ghi lại hai lần một năm." 
Các nhà nghiên cứu khác đề xuất rằng mục đích của PA và tần suất phản hồi của họ phụ thuộc vào bản chất công việc và đặc điểm của nhân viên. Ví dụ, nhân viên của các công việc thường xuyên trong đó bảo trì hiệu suất là mục tiêu sẽ được hưởng lợi đủ từ phản hồi PA hàng năm. Mặt khác, nhân viên của các công việc tùy ý và không thường xuyên hơn, trong đó việc thiết lập mục tiêu là phù hợp và có chỗ để phát triển, sẽ được hưởng lợi từ phản hồi PA thường xuyên hơn. Đánh giá hiệu suất không chính thức có thể được thực hiện thường xuyên hơn, để ngăn chặn yếu tố bất ngờ từ thẩm định chính thức.

## Phương pháp thu thập dữ liệu
Có ba phương pháp chính được sử dụng để thu thập dữ liệu đánh giá hiệu suất (PA): sản xuất khách quan, nhân sự và đánh giá phán đoán. Đánh giá phán đoán được sử dụng phổ biến nhất với nhiều phương pháp đánh giá lớn.

### Sản xuất khách quan
Phương pháp sản xuất mục tiêu bao gồm các biện pháp trực tiếp, nhưng hạn chế, như số liệu bán hàng, số lượng sản xuất, giám sát hiệu suất điện tử của công nhân nhập dữ liệu, v.v. Các biện pháp được sử dụng để đánh giá hiệu suất sẽ phụ thuộc vào công việc và nhiệm vụ của nó. Mặc dù các biện pháp này liên quan đến các tiêu chí rõ ràng, nhưng chúng thường không đầy đủ vì ô nhiễm tiêu chí và thiếu tiêu chí. Ô nhiễm tiêu chí đề cập đến một phần của các tiêu chí thực tế không liên quan đến các tiêu chí khái niệm. Nói cách khác, sự thay đổi trong hiệu suất có thể là do các yếu tố nằm ngoài sự kiểm soát của nhân viên. Thiếu tiêu chí đề cập đến một phần của các tiêu chí khái niệm không được đo bằng các tiêu chí thực tế. Nói cách khác, số lượng sản xuất không nhất thiết chỉ ra chất lượng của sản phẩm. Cả hai loại tiêu chí bất cập dẫn đến giảm hiệu lực của biện pháp. Bất kể thực tế là dữ liệu sản xuất khách quan không phải là sự phản ánh đầy đủ về hiệu suất công việc, dữ liệu đó có liên quan đến hiệu suất công việc.

#### Giả thuyết người lao động hạnh phúc
Giả thuyết người lao động sản xuất hạnh phúc nói rằng những người lao động hạnh phúc nhất là những người làm việc hiệu quả nhất và những người làm việc hiệu quả nhất là những người lao động hạnh phúc nhất. Tuy nhiên, sau nhiều thập kỷ nghiên cứu, mối quan hệ giữa sự hài lòng công việc và hiệu suất công việc chỉ tạo ra một mối tương quan tích cực yếu. Được xuất bản vào năm 2001 bởi Bản tin tâm lý, một phân tích tổng hợp của 312 nghiên cứu đã tạo ra một mối tương quan không đáng lo ngại là 0,18. Mối tương quan này yếu hơn nhiều so với những gì mà giả thuyết công nhân sản xuất hạnh phúc dự đoán.

### Nhân viên
Phương pháp nhân sự là ghi lại các hành vi rút tiền (tức là vắng mặt, tai nạn). Hầu hết các tổ chức coi sự vắng mặt không có lý do là chỉ số về hiệu suất công việc kém, thậm chí với tất cả các yếu tố khác là bằng nhau; tuy nhiên, điều này có thể thiếu tiêu chí. Số lần vắng mặt của nhân viên không phản ánh mức độ tận tâm của anh ta / cô ta đối với công việc và nhiệm vụ của họ. Đặc biệt đối với các công việc cổ xanh, tai nạn thường có thể là một chỉ báo hữu ích về hiệu suất công việc kém,

### Đánh giá phán đoán
Đánh giá phán đoán dường như là một tập hợp các phương pháp, và như vậy, có thể được coi là một phương pháp. Một cách tiếp cận phổ biến để có được PA là bằng các phương tiện. Bởi vì những người xếp loại là con người, một số lỗi sẽ luôn xuất hiện trong dữ liệu. Các loại lỗi phổ biến nhất là lỗi khoan hồng, lỗi xu hướng trung tâm và lỗi do hiệu ứng hào quang. Hiệu ứng hào quang được đặc trưng bởi xu hướng đánh giá một người đặc biệt mạnh ở một khu vực cao hơn so với xứng đáng ở các khu vực khác. Nó trái ngược với hiệu ứng Sừng, nơi một người được đánh giá là thấp hơn so với xứng đáng ở các khu vực khác do sự thiếu hụt trầm trọng trong một môn học duy nhất. Những lỗi này phát sinh chủ yếu từ nhận thức xã hội và lý thuyết ở chỗ cách chúng ta đánh giá và đánh giá các cá nhân khác trong các bối cảnh khác nhau có liên quan đến cách chúng ta "thu nhận, xử lý và phân loại thông tin".
Một phần thiết yếu của phương pháp này là đào tạo người chơi. Đào tạo người đánh giá là "quá trình giáo dục những người đánh giá để đưa ra những đánh giá chính xác hơn về hiệu suất, thường đạt được bằng cách giảm tần suất của hào quang, khoan hồng và lỗi xu hướng trung tâm". Huấn luyện người chơi cũng giúp những người xếp loại "phát triển một khung tham chiếu chung để đánh giá" hiệu suất của từng cá nhân. Nhiều nhà nghiên cứu và người trả lời khảo sát ủng hộ tham vọng đào tạo người đánh giá hiệu quả. Tuy nhiên, cần lưu ý rằng việc đào tạo như vậy rất tốn kém, mất thời gian và chỉ thực sự có chức năng cho các đánh giá hành vi.
Một phần khác cần ghi nhớ là những tác động của động lực của người đánh giá đối với các đánh giá phán đoán. Không có gì lạ khi lạm phát xếp hạng xảy ra do động lực của người đánh giá (tức là "áp lực do tổ chức gây ra buộc người đánh giá phải đánh giá tỷ lệ tích cực"). Thông thường, những người đánh giá được khuyến khích đưa ra xếp hạng cao hơn vì thiếu sự trừng phạt của tổ chức liên quan đến đánh giá chính xác / không chính xác, mong muốn của người bảo lãnh để thăng chức, tăng lương, v.v. xếp hạng của tỷ lệ phản ánh thuận lợi cho người đánh giá.
Các phương pháp chính được sử dụng trong đánh giá hiệu suất phán đoán là:
- Thang đánh giá đồ họa: thang đánh giá đồ họa (xem thang đo (khoa học xã hội)) là hệ thống được sử dụng phổ biến nhất trong PA.[1] Trên một số yếu tố khác nhau, cấp dưới được đánh giá dựa trên 'bao nhiêu' của yếu tố hoặc đặc điểm mà họ sở hữu. Thông thường, những người xếp loại sử dụng thang điểm 5- hoặc 7 điểm; tuy nhiên, có tới 20 điểm.[1]
- Phương pháp so sánh nhân viên: thay vì cấp dưới bị đánh giá theo các tiêu chí được thiết lập trước, chúng được so sánh với nhau. Phương pháp này giúp loại bỏ xu hướng trung tâm và lỗi khoan hồng nhưng vẫn cho phép xảy ra lỗi hiệu ứng hào quang.[1] Phương pháp thứ tự xếp hạng có những người xếp loại xếp hạng cấp dưới từ "tốt nhất" đến "tệ nhất", nhưng mức độ thực sự tốt hay xấu trên khía cạnh hiệu suất sẽ không được biết.[1] Phương pháp so sánh ghép đôi yêu cầu người đánh giá chọn hai cấp dưới "tốt nhất" trong một nhóm trên mỗi thứ nguyên, sau đó xếp hạng các cá nhân theo số lần mỗi cấp dưới được chọn là một trong những "cấp dưới" tốt nhất.[1] Phương pháp phân phối cưỡng bức là tốt cho các nhóm tỷ lệ lớn. Những người xếp loại đánh giá từng cấp dưới trên một hoặc nhiều chiều và sau đó đặt (hoặc "phù hợp với lực lượng", nếu bạn muốn) mỗi cấp dưới trong phân phối bình thường 5 đến bảy loại.[1] Phương pháp phân loại hàng đầu có thể được áp dụng cho phương pháp phân phối bắt buộc.[46] Phương pháp này xác định các cấp dưới có hiệu suất thấp nhất 10%, theo phân phối bắt buộc và loại bỏ họ để lại cho cấp dưới hiệu suất cao hơn 90%.
- Danh sách kiểm tra hành vi và quy mô: hành vi rõ ràng hơn đặc điểm. Phương pháp sự cố quan trọng (hoặc kỹ thuật sự cố quan trọng) liên quan đến "các hành vi cụ thể biểu thị hiệu suất công việc tốt hay xấu".[1] Các giám sát viên ghi lại các hành vi của những gì họ đánh giá là hiệu suất công việc có liên quan và họ tiếp tục kiểm soát các hành vi tốt và xấu. Một cuộc thảo luận về hiệu suất sau đó có thể làm theo. Thang đánh giá neo hành vi (BARS) kết hợp phương pháp sự cố quan trọng với phương pháp thang đánh giá bằng hiệu suất xếp hạng theo thang điểm nhưng với thang điểm được neo bởi sự cố hành vi.[1] Lưu ý rằng BARS là công việc cụ thể. Trong phương pháp tiếp cận thang đo quan sát hành vi (BOS) để đánh giá hiệu suất, nhân viên cũng được đánh giá theo các điều khoản quan trọng. Về mặt đó, nó tương tự như BARS. Tuy nhiên, tỷ lệ thẩm định BOS phụ thuộc vào tần suất của các sự cố quan trọng khi chúng được quan sát xảy ra trong một khoảng thời gian nhất định. Xếp hạng được chỉ định theo thang điểm năm. Các sự cố hành vi cho thang đánh giá được phát triển theo cách tương tự như đối với BARS thông qua nhận dạng của người giám sát hoặc các chuyên gia về vấn đề khác. Tương tự, các kỹ thuật BOS đáp ứng cơ hội việc làm bình đẳng vì chúng có liên quan đến hành vi thực tế cần thiết để thực hiện công việc thành công.[47]

### Đánh giá ngang hàng và tự đánh giá
Mặc dù đánh giá có thể được thực hiện cùng với các mối quan hệ báo cáo (thường là từ trên xuống), đánh giá ròng có thể bao gồm đánh giá ngang hàng và tự đánh giá. Đánh giá ngang hàng là khi đánh giá được thực hiện bởi các đồng nghiệp dọc theo cả mối quan hệ ngang (chức năng tương tự) và dọc (chức năng khác nhau). Tự đánh giá là khi cá nhân tự đánh giá. Có ba phương pháp đánh giá ngang hàng phổ biến. Đề cử ngang hàng liên quan đến mỗi thành viên trong nhóm đề cử người mà anh ấy / cô ấy tin là "tốt nhất" trên một khía cạnh hiệu suất nhất định. Xếp hạng ngang hàng có mỗi thành viên nhóm xếp hạng nhau trên một tập hợp các kích thước hiệu suất. Xếp hạng ngang hàng yêu cầu mỗi thành viên trong nhóm xếp hạng tất cả các thành viên đồng nghiệp từ "tốt nhất" đến "tệ nhất" trên một hoặc nhiều chiều hiệu suất.
- Tự đánh giá: để tự đánh giá, các cá nhân đánh giá và đánh giá hành vi và hiệu suất công việc của chính họ.[1]
- Đánh giá ngang hàng: các thành viên của một nhóm đánh giá và đánh giá hiệu suất của các thành viên nhóm của họ.[1] Có một thang điểm đánh giá đồ họa được sử dụng để tự đánh giá. Khoan hồng tích cực có xu hướng là một vấn đề với tự đánh giá.[6] Đánh giá ngang hàng từ nhiều thành viên của một nhóm thường được gọi là đánh giá hiệu suất dựa trên đám đông và giải quyết nhiều vấn đề với đánh giá ngang hàng chỉ từ một thành viên.[48]
- Phản hồi 360 độ: Phản hồi 360 độ là nhiều đánh giá của nhân viên, thường bao gồm các đánh giá từ cấp trên, đồng nghiệp và bản thân.[1]
- Đánh giá hiệu suất được đàm phán: Đánh giá hiệu suất được đàm phán (NPA) là một cách tiếp cận mới để cải thiện giao tiếp giữa người giám sát và cấp dưới và để tăng năng suất của nhân viên, và cũng có thể được điều chỉnh theo mô hình hòa giải thay thế cho xung đột của cấp trên. Người điều phối gặp riêng với người giám sát và với cấp dưới để chuẩn bị ba danh sách. Những gì nhân viên làm tốt, nơi mà nhân viên đã cải thiện gần đây và những lĩnh vực mà nhân viên vẫn cần phải cải thiện. Bởi vì cấp dưới sẽ trình bày danh sách của mình trước trong phiên họp chung, điều này làm giảm các hành vi phòng thủ. Hơn nữa, cấp dưới đến phiên họp chung không chỉ chuẩn bị để chia sẻ các lĩnh vực cải tiến cần thiết, mà còn mang lại những ý tưởng cụ thể về cách những cải tiến này có thể được thực hiện. NPA cũng tập trung rất mạnh vào những gì nhân viên đang làm tốt và liên quan đến tối thiểu hai mươi phút khen ngợi khi thảo luận về những gì nhân viên làm tốt. Vai trò của người điều phối là một huấn luyện viên trong các buổi họp trước, và trong các phiên họp, người giám sát và cấp dưới chủ yếu nói chuyện với nhau với sự can thiệp của người hỗ trợ.[49][50]

Nói chung, quy trình PA tối ưu bao gồm sự kết hợp của nhiều phương thức đánh giá. Một khuyến nghị phổ biến là đánh giá chảy từ tự đánh giá, sang đánh giá ngang hàng, đến đánh giá quản lý - theo thứ tự đó. Bắt đầu với việc tự đánh giá tạo điều kiện tránh xung đột. Phản hồi ngang hàng đảm bảo trách nhiệm ngang hàng, có thể mang lại kết quả tốt hơn so với trách nhiệm đối với quản lý. Đánh giá quản lý đến cuối cùng vì cần được công nhận bởi chính quyền và tránh xung đột trong trường hợp bất đồng. Thông thường, PA được thực hiện trong các chu kỳ ngắn hơn để tránh các cuộc thảo luận cổ phần cao, như thường thấy trong các đánh giá chu kỳ dài. 

## Hành vi công dân tổ chức
Cũng được gọi là hành vi theo ngữ cảnh, hành vi xã hội và hành vi ngoài vai trò, hành vi công dân tổ chức (OCB) bao gồm hành vi của nhân viên đóng góp cho phúc lợi của tổ chức nhưng vượt quá phạm vi nhiệm vụ công việc của nhân viên. Những hành vi ngoài vai trò này có thể giúp hoặc cản trở việc đạt được các mục tiêu của tổ chức. Nghiên cứu hỗ trợ năm khía cạnh của OCB: lòng vị tha, lương tâm, lịch sự, thể thao và đức tính công dân. Các nhà nghiên cứu đã phát hiện ra rằng các khía cạnh OCB của lòng vị tha và đức tính công dân có thể có tác động nhiều đến các đánh giá chủ quan của người quản lý về hiệu suất của nhân viên như mức năng suất khách quan của nhân viên. Mức độ mà OCB có thể ảnh hưởng đến các đánh giá về hiệu suất công việc là tương đối cao. Có nhiều tranh cãi về việc liệu OCB có nên được chính thức coi là một phần của đánh giá hiệu suất (PA) hay không.

## Phỏng vấn
Cuộc phỏng vấn đánh giá hiệu suất (PA) thường là bước cuối cùng của quy trình thẩm định. Cuộc phỏng vấn được tổ chức giữa cấp dưới và giám sát viên. Cuộc phỏng vấn PA có thể được coi là có ý nghĩa lớn đối với hệ thống PA của tổ chức. Đó là thuận lợi nhất khi cả cấp trên và cấp dưới tham gia vào cuộc thảo luận phỏng vấn và thiết lập mục tiêu cùng nhau. Ba yếu tố luôn đóng góp cho các cuộc phỏng vấn PA hiệu quả: kiến thức của người giám sát về công việc và hiệu suất của cấp dưới trong đó, sự hỗ trợ của người giám sát của cấp dưới và chào đón sự tham gia của cấp dưới. Mục tiêu của đánh giá hiệu suất là đánh giá nhu cầu phát triển đào tạo của nhân viên.

## Phản ứng của nhân viên
Nhiều nhà nghiên cứu đã báo cáo rằng nhiều nhân viên không hài lòng với hệ thống đánh giá hiệu suất (PA) của họ. Các nghiên cứu đã chỉ ra rằng sự chủ quan cũng như thiên vị thẩm định viên thường là một vấn đề được nhận thấy bởi một nửa số nhân viên. Sự chủ quan đã được liên kết với xung đột cấp dưới giám sát, trao quyền tâm lý và hiệu suất cấp dưới. Tuy nhiên, sự thiên vị của thẩm định viên dường như được coi là một vấn đề trong các tổ chức chính phủ và khu vực công. Ngoài ra, theo một số nghiên cứu, các nhân viên mong muốn nhìn thấy những thay đổi trong hệ thống PA bằng cách làm cho "hệ thống trở nên khách quan hơn, cải thiện quá trình phản hồi và tăng tần suất xem xét". Trước những khiếm khuyết trong hoạt động PA truyền thống, "các tổ chức hiện đang ngày càng kết hợp các hoạt động có thể cải thiện hệ thống.  Những thay đổi này đặc biệt quan tâm đến các lĩnh vực như loại bỏ tính chủ quan và thiên vị, đào tạo thẩm định viên, cải thiện quy trình phản hồi và thảo luận đánh giá hiệu suất. " 
Theo một phân tích tổng hợp của 27 nghiên cứu thực địa, sự tham gia của nhân viên nói chung vào quá trình thẩm định của chính anh ấy / cô ấy có mối tương quan tích cực với các phản ứng của nhân viên đối với hệ thống PA. Cụ thể hơn, sự tham gia của nhân viên vào quy trình thẩm định có liên quan nhiều nhất đến sự hài lòng của nhân viên với hệ thống PA. Liên quan đến độ tin cậy của các biện pháp phản ứng của nhân viên, các nhà nghiên cứu đã tìm thấy thang đo phản ứng của nhân viên có vẻ hợp lý với một vài lo ngại thông qua phân tích nhân tố xác nhận là đại diện cho thang đo phản ứng của nhân viên.
Các nhà nghiên cứu cho rằng nghiên cứu về phản ứng của nhân viên đối với PA rất quan trọng vì hai lý do chính: phản ứng của nhân viên tượng trưng cho một tiêu chí quan tâm đến người thực hành PA và phản ứng của nhân viên có liên quan đến lý thuyết để xác định sự chấp nhận và thành công của thẩm định. Các nhà nghiên cứu dịch những lý do này vào bối cảnh của khoảng cách nhà khoa học - học viên hoặc "thiếu sự liên kết giữa nghiên cứu và thực hành." 
Schultz & Schultz lưu ý rằng sự phản đối đối với việc đánh giá hiệu suất thường không nhận được đánh giá tích cực từ bất kỳ ai liên quan. "Vì vậy, các nhân viên sẽ bị ảnh hưởng trực tiếp bởi Đánh giá hiệu suất sẽ không nhiệt tình tham gia vào họ". Khi một nhân viên biết rằng hiệu suất công việc của họ kém hơn hoàn hảo, nó sẽ không được đánh giá. Nhân viên có xu hướng thù địch khi biết rằng họ có thể nhận được tin xấu về hiệu suất của họ.
Hầu hết các nhà quản lý thích bắt đầu với thông tin tích cực và sau đó thêm tin tức xấu hoặc đề xuất cải thiện vào cuối. Tuy nhiên, nhân viên hài lòng nhất khi tin xấu được xử lý sớm trong cuộc phỏng vấn và thông tin tích cực được lưu cho đến khi kết thúc, để cuộc họp kết thúc với cảm giác tích cực.

## Lời nói bóng gió hợp pháp
Có luật liên bang giải quyết các thực hành việc làm công bằng, và điều này cũng liên quan đến đánh giá hiệu suất (PA). Phân biệt đối xử có thể xảy ra trong các dự đoán về hiệu suất và đánh giá hành vi công việc. Việc sửa đổi nhiều vụ kiện của tòa án đã cho thấy sự liên quan của phân biệt đối xử bị cáo buộc thường liên quan đến việc đánh giá hiệu suất công việc của nhân viên. Một số luật bảo vệ các cá nhân chống phân biệt đối xử là " Tiêu đề VII của Đạo luật Dân quyền năm 1964, Đạo luật Dân quyền năm 1991, Đạo luật Phân biệt Tuổi tác trong Việc làm (ADEA) và Đạo luật Người khuyết tật Hoa Kỳ (ADA)."  Các vụ kiện cũng có thể dẫn đến các cáo buộc về sơ suất, nói xấu và/hoặc xuyên tạc của chủ nhân. Một vài tiêu chí thẩm định cần lưu ý đối với PA hợp pháp là giữ nội dung của mục tiêu thẩm định, liên quan đến công việc, dựa trên hành vi, trong tầm kiểm soát của tỷ lệ và liên quan đến các chức năng cụ thể thay vì đánh giá toàn cầu. Một số gợi ý về thủ tục thẩm định cho PA hợp pháp là chuẩn hóa các hoạt động, trao đổi chính thức với nhân viên, cung cấp thông tin về thâm hụt hiệu suất và tạo cơ hội cho nhân viên sửa chữa những thiếu sót đó, cho nhân viên truy cập vào kết quả thẩm định, cung cấp hướng dẫn bằng văn bản cho việc đào tạo và sử dụng nhiều, đa dạng và không thiên vị. Đây là những danh sách có giá trị nhưng không đầy đủ các khuyến nghị cho PA. Hướng dẫn của Ủy ban cơ hội việc làm (EEOC) áp dụng cho bất kỳ thủ tục lựa chọn nào được sử dụng để đưa ra quyết định tuyển dụng, không chỉ cho tuyển dụng, mà còn cho việc thăng chức, giáng chức, chuyển nhượng, sa thải, nghỉ việc hoặc nghỉ hưu sớm. Do đó, các thủ tục thẩm định việc làm phải được xác nhận như các bài kiểm tra hoặc bất kỳ thiết bị lựa chọn nào khác. Sử dụng lao động dựa trên quyết định nhân sự của họ dựa trên kết quả của chương trình đánh giá hiệu suất được thiết kế tốt bao gồm các cuộc phỏng vấn thẩm định chính thức có nhiều khả năng thành công hơn trong việc tự bảo vệ mình trước các tuyên bố phân biệt đối xử.

## Ý nghĩa giao thoa văn hóa
Các hệ thống đánh giá hiệu suất (PA) và các cơ sở mà chúng dựa trên, đã được hình thành và được coi là có hiệu quả ở Hoa Kỳ có thể không có khả năng chuyển nhượng để sử dụng hiệu quả ở các quốc gia hoặc nền văn hóa khác và ngược lại. Hiệu suất "đánh giá được cho là bắt nguồn sâu sắc trong các tiêu chuẩn, giá trị và niềm tin của một xã hội ". "Đánh giá phản ánh thái độ đối với động lực và hiệu suất (bản thân) và các mối quan hệ (ví dụ như đồng nghiệp, cấp dưới, giám sát viên, tổ chức), tất cả đều thay đổi từ nước này sang nước khác". Do đó, việc thẩm định nên được kết hợp với các chuẩn mực, giá trị và niềm tin văn hóa để có thể hoạt động. Các chuẩn mực, giá trị và niềm tin sâu sắc trong các nền văn hóa khác nhau ảnh hưởng đến động lực và nhận thức của nhân viên về công bằng và công bằng của tổ chức. Trên thực tế, một hệ thống PA được tạo ra và được coi là có hiệu lực ở một quốc gia có thể không phải là một đánh giá thích hợp ở một khu vực văn hóa khác.
Ví dụ, một số quốc gia và nền văn hóa đánh giá cao đặc điểm của sự quyết đoán và thành tựu cá nhân trong khi những quốc gia khác thay vì đặt nhiều công đức hơn vào sự hợp tác và kết nối giữa các cá nhân. Các quốc gia đạt điểm cao về tính quyết đoán coi PA là một cách đảm bảo công bằng giữa các nhân viên để nhân viên có hiệu suất cao hơn nhận được phần thưởng lớn hơn hoặc mức lương cao hơn. Các quốc gia đạt điểm thấp về tính quyết đoán nhưng cao hơn trong quan hệ giữa các cá nhân có thể không thích sự tách biệt xã hội và trả công bằng cho những nhân viên có hiệu suất cao hơn / thấp hơn; nhân viên từ văn hóa hợp tác hơn là văn hóa cá nhân này quan tâm nhiều hơn đến mối quan hệ giữa các cá nhân với các nhân viên khác hơn là về lợi ích cá nhân. Các quốc gia quyết đoán cao đánh giá cao phản hồi về hiệu suất cho mục đích tự quản lý và hiệu quả trong khi các quốc gia có mức độ quyết đoán thấp lại xem phản hồi về hiệu suất là "đe dọa và gây khó chịu". Trong trường hợp này, PA của các quốc gia quyết đoán cao có thể sẽ không có lợi cho các quốc gia có điểm quyết đoán thấp hơn trong tuyển dụng. Tuy nhiên, các quốc gia đạt điểm thấp về tính quyết đoán có thể sử dụng PA cho mục đích cải thiện sự phát triển truyền thông dài hạn trong tổ chức như làm rõ mục tiêu công việc, hướng dẫn kế hoạch đào tạo và phát triển và giảm khoảng cách giữa hiệu suất công việc và kỳ vọng của tổ chức.

## Phát triển công nghệ thông tin
Máy tính đã đóng một vai trò ngày càng tăng trong PA trong một thời gian (Sulsky & Keown, 1998). Có hai khía cạnh chính cho việc này. Đầu tiên là liên quan đến giám sát hiệu suất điện tử, cho phép khả năng ghi lại một lượng dữ liệu khổng lồ trên nhiều chiều hiệu suất công việc (Stanton, 2000). Nó không chỉ tạo điều kiện cho việc thu thập dữ liệu hiệu suất liên tục và chi tiết hơn trong một số công việc, ví dụ như các trung tâm cuộc gọi, mà còn có khả năng thực hiện điều đó theo cách thức không rõ ràng, bí mật. Khía cạnh thứ hai là trong việc làm trung gian cho quá trình phản hồi, bằng cách ghi lại và tổng hợp xếp hạng hiệu suất và quan sát bằng văn bản và cung cấp thông tin trực tuyến; nhiều gói phần mềm có sẵn cho việc này. Việc sử dụng CNTT theo những cách này chắc chắn sẽ giúp cho quá trình thẩm định trở nên dễ quản lý hơn, đặc biệt là khi có nhiều nguồn xếp hạng, nhưng nó cũng đặt ra nhiều câu hỏi về phản ứng của thẩm định và ảnh hưởng có thể có đối với kết quả PA. Hầu hết, bằng chứng cho đến nay là tích cực.

## Lỗi người đánh giá
Những sai lầm của những người đánh giá là một nguồn chính của các vấn đề trong đánh giá hiệu suất. Không có cách đơn giản nào để loại bỏ hoàn toàn các lỗi này, nhưng làm cho những người đánh giá biết về chúng thông qua đào tạo là hữu ích. Lỗi của người đánh giá dựa trên cảm xúc và nó có hậu quả tại thời điểm thẩm định.
Tiêu chuẩn khác nhau
- Vấn đề: Khi người quản lý thẩm định (đánh giá) nhân viên của mình và người quản lý sử dụng các tiêu chuẩn và kỳ vọng khác nhau cho nhân viên đang thực hiện các công việc tương tự.    
- Ví dụ: Một giáo sư không chấm điểm các bài kiểm tra của tất cả sinh viên theo cùng tiêu chuẩn, đôi khi nó phụ thuộc vào tình cảm mà giáo sư dành cho người khác.  Tình cảm này sẽ làm cho giáo sư cung cấp cho sinh viên điểm cao hơn hoặc thấp hơn.
- Giải pháp: Người đánh giá phải sử dụng cùng tiêu chuẩn và trọng lượng cho mỗi nhân viên.  Người quản lý có thể hiển thị các lập luận chặt chẽ để giải thích sự khác biệt.  Do đó, sẽ dễ dàng hơn để biết nếu nó được thực hiện, bởi vì nhân viên đã thực hiện một hiệu suất tốt, hoặc nếu nó vì nhận thức của người quản lý bị bóp méo.

Hiệu ứng hồi quy
- Vấn đề: Khi người quản lý, chỉ theo hiệu suất cuối cùng, điều đó đã khá tốt, tỷ lệ cao hơn.
- Ví dụ: Khi một giáo sư cho điểm khóa học chỉ dựa trên hiệu suất của sinh viên chỉ trong tuần trước.
- Giải pháp: Để tránh điều đó, người quản lý có thể sử dụng các phương pháp theo dõi các đặc điểm chi phối cũng như các đặc điểm nhỏ để hiểu sự thích nghi theo thời gian.  Tổng sức mạnh có thể được hiểu là tổng của các sức mạnh tương đối.

Hiệu ứng ưu việt
- Vấn đề: Khi người đánh giá cho trọng lượng nhiều hơn theo thông tin người quản lý đã nhận được đầu tiên.
- Ví dụ: Nó có thể là một ví dụ ngớ ngẩn.  Khi chúng ta đang xem một câu đố trên TV và chinh phục phải nhớ một danh sách những thứ, họ chỉ nhớ những thứ đầu tiên.  Điều này cũng được áp dụng trong việc ghi nhớ hiệu suất của con người.
- Giải pháp: hiệu suất.  Khi người quản lý phải đưa ra một số quyết định, tốt hơn là không làm điều đó theo những gì anh ấy hoặc cô ấy nhớ.  Tốt hơn là dựa trên những hành động thực tế đã xảy ra và được ghi lại.

Trung Tâm Xu Hướng
- Vấn đề: Khi người quản lý đánh giá mọi nhân viên trong phạm vi hẹp, là mức trung bình vì anh ta hoặc cô ta đang loại bỏ sự khác biệt trong hiệu suất mà nhân viên đã làm.
- Ví dụ: Khi một giáo sư vì trung bình của lớp có xu hướng chấm điểm khó hơn.  Do đó, nếu hiệu suất của mức trung bình khá cao, giáo sư sẽ đánh giá chúng cao hơn.  Ngược lại, nếu trung bình của lớp thấp hơn, anh ấy hoặc cô ấy sẽ thẩm định thấp hơn.

Khoan dung
- Vấn đề: Đánh giá của tất cả các nhân viên đều ở mức cao trong thang điểm.
- Ví dụ: Khi giáo sư có xu hướng chấm điểm khó hơn, vì trung bình của lớp.

Nghiêm khắc
- Vấn đề: Khi người quản lý chỉ sử dụng phần dưới của thang đo để đánh giá nhân viên.
- Ví dụ: Khi giáo sư có xu hướng xếp loại thấp hơn, vì trung bình của lớp.
- Giải pháp: cố gắng tập trung nhiều hơn vào hiệu suất cá nhân của mỗi nhân viên bất kể kết quả trung bình.

Xu hướng thiên vị 
- Vấn đề: Đánh giá khi người quản lý đánh giá theo các giá trị và định kiến của người đó đồng thời làm sai lệch (đánh lạc hướng) xếp hạng.  Những khác biệt có thể được thực hiện do dân tộc, giới tính, tuổi tác, tôn giáo, giới tính, ngoại hình...
- Ví dụ: Đôi khi xảy ra việc người quản lý đối xử với người khác, bởi vì người đó nghĩ rằng nhân viên là người đồng tính.
- Giải pháp: Nếu sau đó, việc kiểm tra được thực hiện bởi các nhà quản lý cấp cao hơn, loại thẩm định này có thể được sửa chữa, bởi vì chúng được coi là một phần hơn.

Hiệu ứng hào quang
- Vấn đề: Khi người quản lý đánh giá nhân viên cao về tất cả các mặt hàng vì một đặc điểm mà họ thích.
- Ví dụ: Nếu một công nhân vắng mặt nhưng giám sát viên có mối quan hệ tốt với nhân viên đó, giám sát viên có thể đánh giá cao cho nhân viên trong tất cả các lĩnh vực công việc khác, để cân bằng xếp hạng.  Đôi khi nó xảy ra do sự tin cậy cảm xúc dựa trên mối quan hệ tốt đẹp mà họ có.
- Giải pháp: Đào tạo những người đánh giá để nhận ra vấn đề và phân biệt người đó với hiệu suất họ làm.

Hiệu ứng sừng
- Vấn đề: Điều này trái ngược với hiệu ứng hào quang và hiệu ứng sừng xảy ra khi người quản lý đánh giá nhân viên thấp trên tất cả các mặt hàng vì một đặc điểm mà người đó không thích.
- Ví dụ: Nếu một công nhân làm việc tốt nhưng vào một số thời điểm nhất định, anh ta hoặc cô ta thích kể chuyện cười, nhưng người giám sát của anh ta không thích đùa, người giám sát có thể cho nhân viên xếp hạng thấp hơn trong tất cả các lĩnh vực công việc khác.  Đôi khi điều đó xảy ra khi họ không có mối quan hệ thân thiết và người quản lý không thích nhân viên.
- Giải pháp: Giống như trong hiệu ứng hào quang.  Đào tạo những người đánh giá để nhận ra vấn đề và phân biệt người với hiệu suất họ làm.

Tương phản
- Vấn đề: Xu hướng đánh giá mọi người so với người khác hơn là hiệu suất cá nhân mà họ đang làm.
- Ví dụ: Ở trường, nếu bạn ngồi xuống nơi tất cả những người hay nói chuyện và bạn im lặng nhưng bạn không chú ý và bạn không làm bài tập về nhà, vì bạn đang vẽ; khi giáo viên nổi giận với nhóm, bạn có thể bị loại trừ những hành vi xấu mà họ có chỉ vì bạn im lặng; nhưng không phải vì bạn đang làm một màn trình diễn tốt  Do đó, theo nhóm, bạn không phải là người hay nói chuyện, nhưng bạn cũng không đúng hiệu suất.  Tuy nhiên, người đánh giá sẽ chỉ có ý tưởng rằng hành vi của bạn không tệ như những người khác, do đó, bạn sẽ được đánh giá cao hơn.
- Giải pháp: Đánh giá phải phản ánh hiệu suất yêu cầu nhiệm vụ, không theo thái độ của người khác.

Giống với tôi / Khác biệt với tôi
- Vấn đề: Đôi khi, người đánh giá bị ảnh hưởng bởi một số đặc điểm mà mọi người thể hiện.  Tùy thuộc vào việc nếu các đặc điểm đó tương tự hoặc khác với đặc điểm của ratters, chúng sẽ được đánh giá khác nhau.
- Ví dụ: Một người quản lý có trình độ học vấn cao hơn có thể cung cấp cho cấp dưới có trình độ học vấn cao hơn so với những người chỉ có bằng cử nhân.
- Giải pháp: Cố gắng tập trung vào hiệu suất mà nhân viên đang làm bất kể đặc điểm chung mà bạn có

Lấy mẫu
- Vấn đề: Khi người đánh giá đánh giá hiệu suất của một nhân viên chỉ dựa vào một tỷ lệ nhỏ trong số lượng công việc được thực hiện.
- Ví dụ: Một nhân viên phải làm 100 báo cáo.  Sau đó, người quản lý đưa năm người trong số họ để kiểm tra xem công việc đã được thực hiện như thế nào và người quản lý tìm thấy lỗi trong năm báo cáo đó.  Do đó, người quản lý sẽ đánh giá công việc của nhân viên là "kém", mà không cần tính đến 95 báo cáo khác mà người quản lý không nhìn thấy, đã được thực hiện chính xác.
- Giải pháp: Để theo dõi toàn bộ màn trình diễn, không chỉ là một phần nhỏ của nó.

Chúng tôi đã từng người tìm kiếm các giải pháp khả thi cho từng tình huống, cũng rất phức tạp để đưa vào thực tế, do đó ở đây chúng tôi có một giải pháp chung có thể áp dụng cho tất cả các lỗi xếp hạng có thể xảy ra. Rất khó để giảm thiểu các lỗi của người đánh giá, vì chúng ta là con người và chúng ta không khách quan. Hơn nữa, đôi khi, chúng tôi không nhận thức được hành vi của mình là có sở thích với mọi người nhưng có một số công cụ để có thông tin khách quan hơn như sử dụng công nghệ có sẵn để theo dõi hiệu suất và ghi lại cho phép người quản lý có một số thông tin khách quan về quá trình.
Nhà tư vấn Marcus Buckingham và giám đốc điều hành Ashley Goodall, báo cáo về một cuộc khảo sát quản lý hiệu suất Deloitte quy mô lớn trên Harvard Business Review, đã đi xa hơn khi nói rằng, trái với các giả định đánh giá hiệu suất cơ bản, đánh giá chủ yếu đo lường xu hướng xếp hạng duy nhất của người đánh giá và do đó tiết lộ nhiều hơn về người đánh giá hơn là về người được đánh giá. Họ gọi đây là hiệu ứng rater idiosyncratic. Theo quan điểm của hiệu ứng này, họ ủng hộ cách tiếp cận hoàn toàn khác nhau để quản lý hiệu suất. Trong kịch bản của họ, phản hồi 360 độ và các bài tập chuyên sâu về thời gian tương tự được thay thế bằng "ảnh chụp nhanh hiệu suất" của nhóm trưởng, tập trung vào những gì họ sẽ làm với từng thành viên trong nhóm thay vì những gì họ nghĩ về cá nhân đó và đánh giá hàng năm về hiệu suất trong quá khứ được thay thế bằng đăng ký hàng tuần giữa trưởng nhóm và thành viên nhóm, tốt nhất là do thành viên nhóm khởi xướng, tập trung vào công việc hiện tại và sắp tới.